# Calvados
Il Calvados è un dipartimento francese della regione della Normandia.

## Etimologia
Nel XVIII secolo si riteneva che il nome derivasse dalla trasformazione di quello di una delle navi dell'Invincibile Armata spagnola, naufragata presso Arromanches-les-Bains, il Salvador. Il nome è tuttavia presente in una carta del 1675, in corrispondenza delle scogliere della costa e indica probabilmente due dossi (dorsa) coperti da una rada vegetazione, e dunque definiti come "calva", che, ben visibili dal mare, dovevano servire da punto di riferimento per la navigazione lungo la costa.

## Geografia antropica

### Suddivisioni amministrative
Il territorio del dipartimento confina con i dipartimenti di Eure, Orne e Manica. La costa settentrionale è bagnata dal Canale della Manica. Il ponte di Normandia attraversa l'estuario della Senna collegando il Calvados con il dipartimento della Senna Marittima.
Il dipartimento comprende quattro circoscrizioni, 49 cantoni e 705 comuni. Le principali città, oltre al capoluogo Caen, sono Bayeux, Lisieux, Vire, Deauville e Falaise.
Il dipartimento è stato creato durante la rivoluzione francese, il 4 marzo del 1790, in applicazione della legge del 22 dicembre del 1789, a partire da una parte della provincia di Normandia. Inizialmente prese il nome di Orne-Inférieure.

## Geografia fisica
Il dipartimento è distinto in due zone geologiche differenti: a sud-ovest i rilievi di antica formazione che appartengono al massiccio armoricano (grés, scisto, granito), mentre a est e a nord est le regioni pianeggianti o collinari che fanno parte del bacino parigino con terreni di formazione terziaria o quaternaria.
Verso ovest la regione del Bessin, nei dintorni di Bayeux, è costituita da un altopiano percorso da vallate. A sud-ovest il paesaggio diventa più ondulato e intagliato dai fiumi (Orne e Vire) in gole profonde che hanno valso alla regione il nome di Suisse Normande (Svizzera normanna). Verso il centro del dipartimento la pianura di Caen, percorsa ancora dal fiume Orne, si prolunga verso sud in quella di Falaise. Verso est la regione dell'Auge con le valli della Dives della Touques e della Risle.
La costa è a tratti alta e frastagliata e a tratti bordata da lunghe spiagge sabbiose.

## Storia
All'epoca della conquista romana nel territorio del dipartimento avevano sede le tribù galliche dei Baiocassi (Augustodurum, oggi Bayeux) verso ovest, dei Viducassi (Aregenua, oggi Vieux) al centro e dei Lexoviensi (Noviomagus, oggi Lisieux) verso est. Queste popolazioni hanno lasciato menhir, dolmen e tumuli funerari (tumulo di La Hogue, presso Caen).
Dopo la conquista della Gallia da parte delle legioni di Cesare la regione entrò a fare parte della Gallia Lugdunense. Il cristianesimo vi si diffuse lentamente, prima nelle città e solo più tardi nelle campagne. I due vescovati di Bayeux e di Lisieux facevano parte della provincia ecclesiastica di Rouen, che corrispondeva alla Gallia Lugdunense II dell'ordinamento provinciale instaurato da Diocleziano.
Il territorio fece parte del regno di Neustria e subì a partire dall'età carolingia periodiche incursioni dei Vichinghi. Nell'anno 911, con il trattato di Saint-Clair-sur-Epte, la parte orientale della Normandia venne ceduta al capo vichingo Rollone con la creazione del ducato di Normandia. Inizialmente nel ducato era compresa solo la regione dell'Auge, ma presto vi fu annesso il resto del dipartimento. Il duca risiedeva a Bayeux e a Falaise, a cui si aggiunse presto Caen. Nel 1066 il duca di Normandia Guglielmo il Conquistatore sconfisse i Sassoni nella battaglia di Hastings e divenne re di Inghilterra. L'XI e il XII secolo furono periodi di grande prosperità, con numerose fondazioni di chiese, abbazie e castelli.
Il ducato di Normandia passò quindi al regno di Francia sotto Filippo Augusto nel 1204. Durante la guerra dei cent'anni, nel 1346, la regione venne saccheggiata dal re Edoardo III d'Inghilterra Durante una nuova occupazione inglese venne fondata nel 1436 l'Università di Caen. Gli inglesi furono infine sconfitti nel 1450 nella battaglia di Formigny presso Bayeux.
Nel periodo delle guerre di religione francesi, a causa del peso eccessivo delle imposte la regione fu percorsa dalla rivolta dei Gauthiers, e quindi da quella de Nu-pieds ("Piedi scalzi"), del 1639.
Nel XIX secolo si ebbe un forte sviluppo agricolo (formaggi, sidro). L'apertura delle linee ferroviarie che collegavano Parigi con Cherbourg e con Granville favorì l'inizio del turismo balneare (Trouville, Deauville, Cabourg). Dopo la prima guerra mondiale, che vide un elevatissimo numero di caduti e un conseguente arresto dello sviluppo economico, il turismo costiero continuò a crescere e vi si aggiunse inoltre il turismo religioso legato alla figura di Teresa di Lisieux.
Durante la seconda guerra mondiale le coste del dipartimento furono teatro dello sbarco in Normandia (6 giugno 1944), con il quale circa 150.000 uomini delle forze alleate, costituite da americani, britannici e canadesi, liberarono il territorio dall'occupazione tedesca. Nei combattimenti, durati per circa cento giorni dopo lo sbarco, perirono più di 30.000 militari e più di 20.000 civili. Le città di Caen, Vire, Falaise e Lisieux furono distrutte per più di metà.
A partire dagli anni 1960 lo sviluppo industriale ha considerevolmente accresciuto la popolazione delle città di Caen, Lisieux e Vire.